# Giuseppe Psaila
Giuseppe Psaila lub Joseph Psaila (ur. 1891, zm. 1960) – maltański architekt.
Około 1915 ukończył studia na Uniwersytecie Maltańskim. Był jednym z niewielu secesyjnych architektów na Malcie w czasie, kiedy neoklasycyzm był wciąż popularny, zwłaszcza w przypadku budynków publicznych. Był pod wpływem prac włoskich architektów Raimondo D’Aronco i Ernesto Basile.

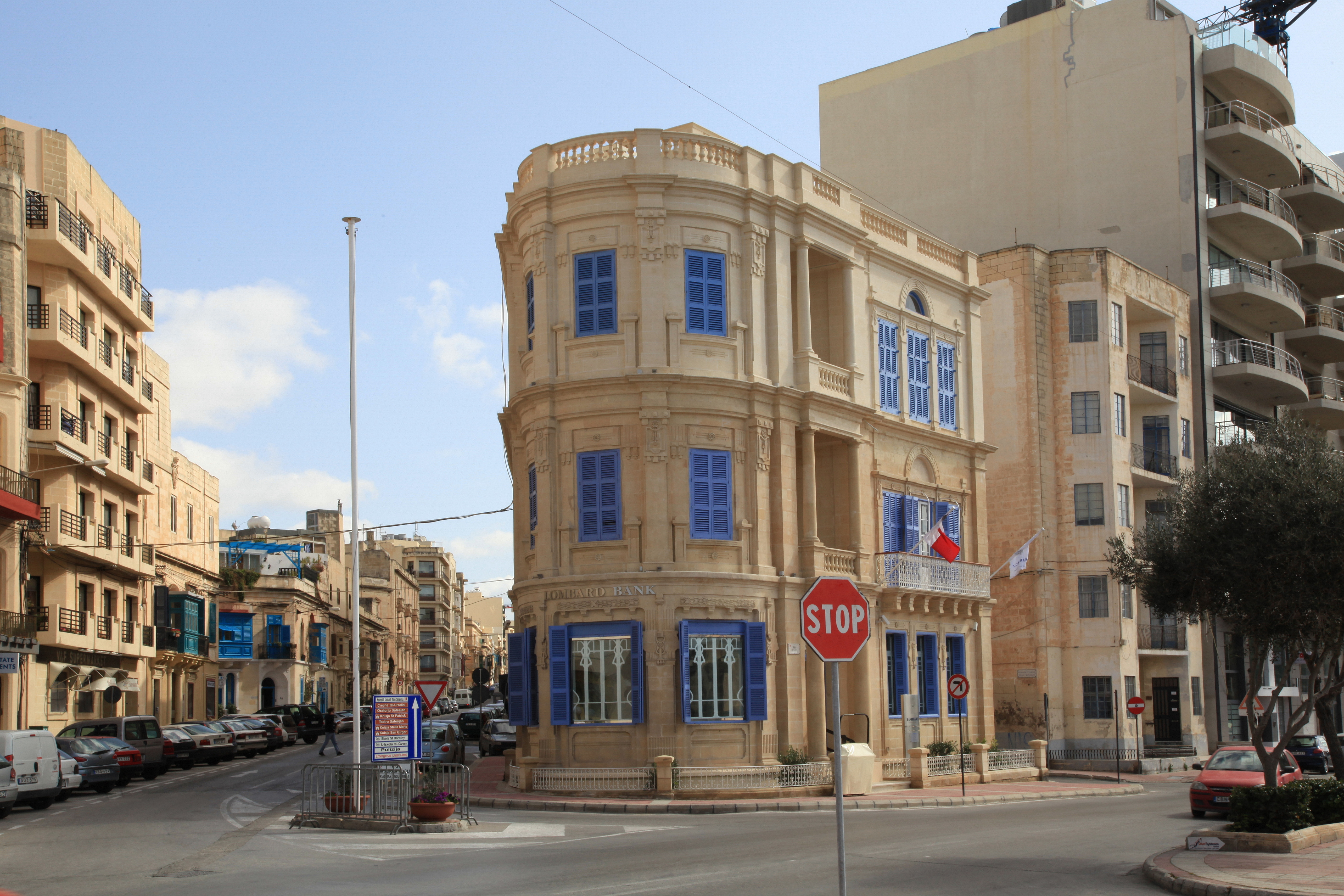
Budynek Lombard Banku w Sliemie (1914)

Na początku XX wieku Psaila pracował nad wieloma prywatnymi zleceniami. Jednym z przypisywanych mu budynków jest charakterystyczny dom przy 225, Tower Road w Sliemie, który został zbudowany w 1914 roku dla Antonio Cassara Torregianiego. Dzisiaj to jedyny zachowany dom secesyjny na froncie Sliemy. W latach 2012–13 budynek został odrestaurowany i przekształcony w oddział Lombard Banku. Wtedy też dobudowano trzecią kondygnację, zgodną z oryginalnym stylem architektonicznym.

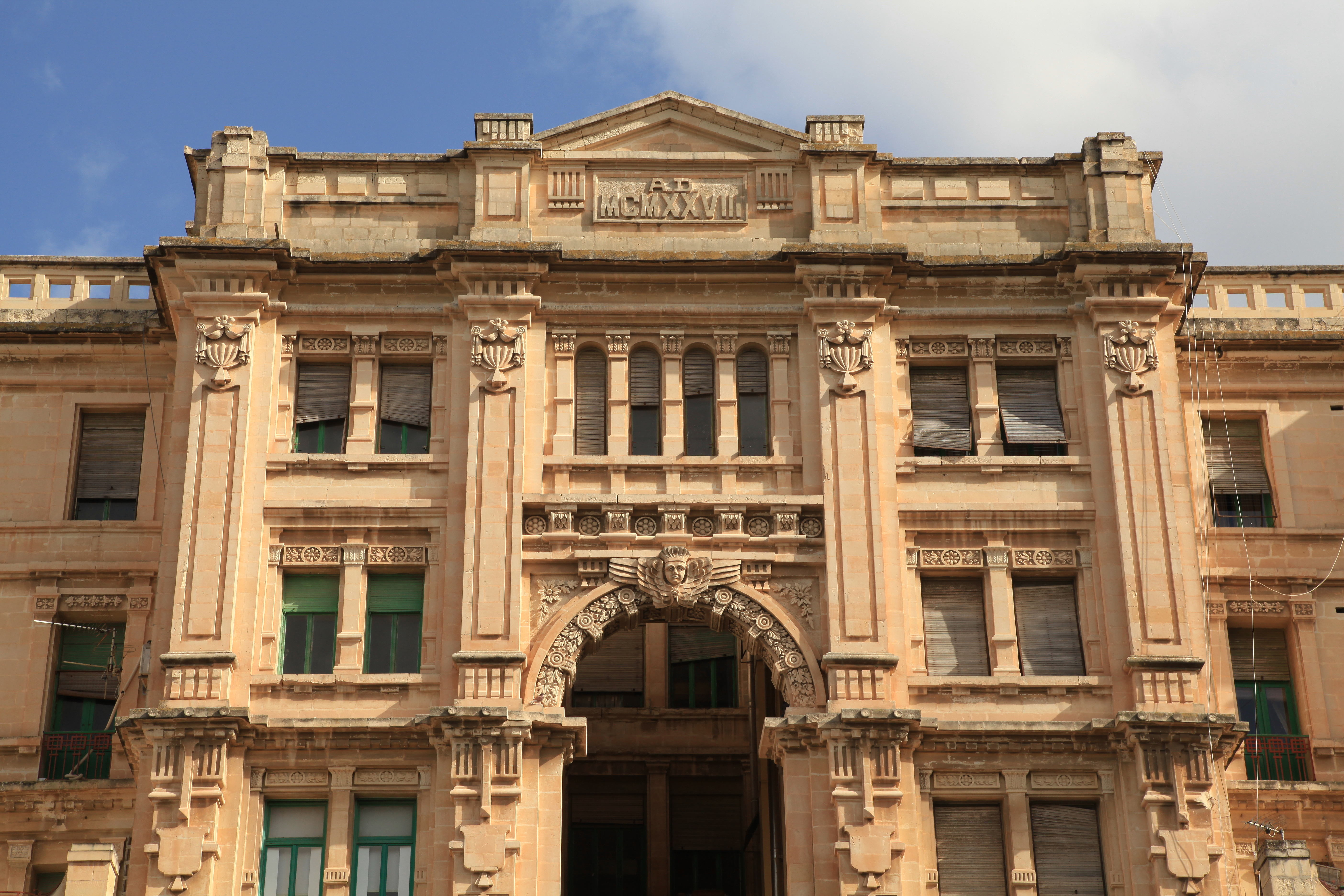
Część fasady Balluta Buildings (1928)

Inne budynki zaprojektowane przez Psailę w Sliemie to domy na Lower Victoria Terrace (dzisiejsza Triq Dun Karm Psaila), St. Margaret Street, Stella Maris Street, Windsor Terrace, Għar il-Lembi Street i Tower Road. Jego dwie najbardziej godne uwagi prace to Broadlands Mansions na Tower Road (1926) i Balluta Buildings z widokiem na Balluta Bay w St. Julian’s (1928). Były to bloki mieszkalne zbudowane dla markiza Johna Scicluny, bogato zdobione budynki z dużymi tarasami. Broadlands Mansions zostały rozebrane w latach osiemdziesiątych XX wieku, ale Balluta Buildings nadal stoją i są uważane za arcydzieło Psaili i jeden z najbardziej znanych budynków na Malcie.